# Horst Drose
Horst Drose   (Frankfurt del Main, 23 de novembre de 1949) és un jugador d'hoquei sobre herba alemany, ja retirat, que va competir sota bandera de la República Federal Alemanya durant les dècades de 1960 i 1970.
El 1972 va prendre part en els Jocs Olímpics d'Estiu de Munic, on va guanyar la medalla d'or en la competició d'hoquei sobre herba. Quatre anys més tard, als Jocs de Montreal, fou cinquè en la mateixa competició. Entre 1969 i 1978 va disputar 106 partits amb la selecció alemanya.
A nivell de clubs va jugar al SC Frankfurt 1880, amb qui guanyà la lliga d'Alemanya Occidental de 1971 i la Copa d'Europa de 1971 a 1975.